# Loredana Marcello
Loredana Marcello Mocenigo (fallecida en Venecia,12 de diciembre de 1572), fue autora de letras y poesía y estudió botánica, considerada como un modelo de mujer renacentista educada y culta en la Venecia contemporánea. Se convirtió en duquesa por matrimonio, siendo la dogaresa de Venecia.

## Biografía
Loredana Marcello junto con sus hermanas, Bianca, Daria y María, recibió una buena educación eran reconocidas como fiore de'l secolo (del italiano, flor del siglo) y se la nobleza veneciana consideraba que representaban el ideal de la mujer culta del Renacimiento.
Loredana Marcello debido a sus varios talentos fue conocida como Giantessa di merito. Erudita, descrita como atractiva y educada, fue autora de cartas y poesía además de estudiar botánica con el profesor Melchiorre Giuliandino de la Universidad de Padua del Jardín Botánico de Padua. Creado en 1945 este jardín fue el primer jardín botánico del mundo, declarado Patrimonio de la Humanidad por la Unesco que se encuentra en Vía Orto Botánico cerca de Prato della Valle. Se dedicaba al cultivo de plantas medicinales que pudieran proporcionar remedios naturales. En el marco de sus investigaciones sobre las plantas Loredana Marcello elaboró fórmulas y recetas para ayudar a las personas enfermas de peste y su uso contra las plagas aunque presumiblemente fueran paliativos en lugar de curas. Toda su obra escrita se ha perdido pero se cree que su investigación botánica fue consultada y aprovechada durante la epidemia que apareció en Venecia pocos años después de su muerte en 1575. Fue uno de los peores brotes de peste de la historia de la ciudad que comenzó en el verano de 1575, casi tres años después de su muerte, y mató a un tercio de los 170.000 habitantes de la ciudad antes de extinguirse a mediados de 1577.
Se casó con Alvise I Mocenigo en 1533 que fue elegido dux de Venecia en 1570, pero la estancia de Loredana en el palacio ducal no duró mucho, ya que murió el 12 de diciembre de 1572. Fue enterrada en la Basílica de San Juan y Pablo, lugar tradicional de enterramiento de los dux.

## Premios y reconocimientos
- Convertida en duquesa tras la elección de su cónyuge como duque en 1570.
- En el Cerimoniali (1464-1592), es una de las tres duquesa representadas junto con Cecilia Contarini y Zilia Dandolo .[3]

- Ottavio Maggio escribió la Oratio in funeralibus Laurace Mocceniccs a su muerte.

- Amaden en el Archivio privato de Marcelli escribió:[3]

"Fue notable por su constancia, tanto en las experiencias de la adversidad como en las distracciones de la prosperidad, juiciosa y discreta en la supervisión de su casa, reverente y caritativa en sus deberes eclesiásticos, benévola con sus parientes y dependientes, en una palabra, ella era una princesa muy virtuosa y noble".